# Mark Nichols (Curler)
Mark Nichols, ONL (* 1. Januar 1980 in Labrador City) ist ein kanadischer Curler und Olympiasieger.

## Leben
Nichols spielte von 1999 bis 2011 als Third im Team um Skip Brad Gushue und von 2012 bis 2014 als Lead bzw. Second im Team von Jeff Stoughton. Seit 2014 spielt er wieder auf seiner früheren Position im Team Gushue. 
Nichols gewann die Curling-Juniorenweltmeisterschaften 2001. Bei den Olympischen Winterspielen 2006 in Turin errang er mit Gushue, Russ Howard (Second) und Jamie Korab (Lead) die Goldmedaille.
2017 gewann er mit Gushue, Brett Gallant und Geoff Walker die Goldmedaille bei der Weltmeisterschaft in Edmonton. Das Team gewann alle 13 Spiele und schlug im Finale das schwedische Team von Niklas Edin mit 4:2. Für die Weltmeisterschaft hatte sich das Team als Vertreter der Provinz Neufundland und Labrador durch den Sieg bei der kanadischen Meisterschaft The Brier 2017 qualifiziert. Zuvor hatte Nichols für diese Provinz zwei Silbermedaillen (2007, 2016) und eine Bronzemedaille (2011) beim The Brier gewonnen. Zwei weitere Medaillenplätze erzielte er im Team Stoughton für die Provinz Manitoba (Silber 2013, Bronze 2014).
2018 konnte Nichols mit dem Team Gushue den Titel bei den kanadischen Meisterschaften verteidigen und trat erneut für Kanada bei der Weltmeisterschaft 2018 an. Nach einem dritten Platz in der Round Robin, einem Sieg gegen die USA (Skip: Rich Ruohonen) im Qualifikationsspiel und gegen Schottland (Skip: Bruce Mouat) im Halbfinale kam es zu einer Neuauflage der Finalpaarung des Vorjahres. Dort mussten sich die Kanadier dem schwedischen Team von Niklas Edin mit 3:7 geschlagen geben und sich mit der Silbermedaille begnügen.

## Teams
| Saison   | Skip           | Third               | Second                       | Lead            |
| -------- | -------------- | ------------------- | ---------------------------- | --------------- |
| 2002–03  | Brad Gushue    | Mark Nichols        | Jamie Korab                  | Mark Ward       |
| 2003–04  | Brad Gushue    | Mark Nichols        | Jamie Korab                  | Mark Ward       |
| 2004–05  | Brad Gushue    | Mark Nichols        | Keith Ryan                   | Jamie Korab     |
| 2005–06  | Brad Gushue    | Mark Nichols        | Mike Adam Russ Howard (skip) | Jamie Korab     |
| 2006–07  | Brad Gushue    | Mark Nichols        | Chris Schille                | Jamie Korab     |
| 2007–08  | Brad Gushue    | Mark Nichols        | Chris Schille                | David Noftall   |
| 2008–09  | Brad Gushue    | Mark Nichols        | Ryan Fry                     | Jamie Korab     |
| 2009–10  | Brad Gushue    | Mark Nichols        | Ryan Fry                     | Jamie Korab     |
| 2010–11* | Brad Gushue    | Randy Ferbey (Skip) | Mark Nichols                 | Ryan Fry        |
| 2011*    | Brad Gushue    | Mark Nichols        | Ryan Fry                     | Jamie Danbrook  |
| 2012–13  | Jeff Stoughton | Jon Mead            | Reid Carruthers              | Mark Nichols    |
| 2013–14  | Jeff Stoughton | Jon Mead            | Reid Carruthers              | Mark Nichols    |
| 2013–14  | Jeff Stoughton | Jon Mead            | Mark Nichols                 | Reid Carruthers |
| 2014–15  | Brad Gushue    | Mark Nichols        | Brett Gallant                | Geoff Walker    |
| 2015–16  | Brad Gushue    | Mark Nichols        | Brett Gallant                | Geoff Walker    |
| 2016–17  | Brad Gushue    | Mark Nichols        | Brett Gallant                | Geoff Walker    |
| 2017–18  | Brad Gushue    | Mark Nichols        | Brett Gallant                | Geoff Walker    |